# Rosalind Tanner
Rosalind Cecilia Hildegard Tanner (nascida Young; Göttingen, 5 de fevereiro de 1900 — 24 de novembro de 1992) foi uma matemática e historiadora da matemática alemã.
Filha mais velha dos matemáticos Grace Chisholm Young e William Henry Young. Nasceu e viveu em Göttingen (onde seus pais trabalhavam na universidade) até 1908.
Durante sua vida usou o nome Cecily.
Rosalind começou a trabalhar na Universidade de Lausanne em 1917. Ajudou as pesquisas de seu pai entre 1919 e 1921 na Universidade Aberystwyth, e trabalhou com Edward Collingwood, também de Aberystwyth, em uma tradução do curso de funções integrais de Georges Valiron. Recebeu um L-És-sc (um grau de bacharelato) de Lausanne em 1925.
Estudou então no Girton College (Cambridge), obtendo um PhD em 1929, orientada por Ernest William Hobson, Assumiu um posto no Imperial College London, onde trabalhou até 1967.
Após 1936, a maior parte de suas pesquisas foi sobre história da matemática, e ela se interessou particularmente por Thomas Harriot e outros matemáticos da época. Ela iniciou os Harriot Seminars em Oxford e Durham. Rosalind casou com William Tanner em 1953, contudo ele morreu poucos meses após o casamento. Seu interesse nos séculos XVI e XVII continuou após sua aposentadoria, e ela morreu em novembro de 1992.